# گورستان دمبی کلیردن
قبرستان دمبی کلیردن مربوط به دوره اشکانیان است و در شهرستان سرباز، بخش مرکزی، دهستان مورتان، روستای مورتان واقع شده و این اثر در تاریخ ۲۷ اسفند ۱۳۸۷ با شمارهٔ ثبت ۲۶۴۷۰ به‌عنوان یکی از آثار ملی ایران به ثبت رسیده است.